# Deep Purple

Logotyp zespołu

Deep Purple – brytyjski zespół rockowy, założony w Hertfordshire w 1968 (początkowo pod nazwą Roundabout) w składzie: Ritchie Blackmore, Jon Lord, Nick Simper, Ian Paice oraz Rod Evans. Wspólnie z Led Zeppelin i Black Sabbath jest uważany za pioniera hard rocka i heavy metalu i jeden z najbardziej wpływowych zespołów grających hard rock, chociaż niektórzy członkowie zespołu uważają, iż ich muzyki nie da się ściśle zaszufladkować do konkretnego gatunku. Do swojej twórczości zespół często włączał pierwiastek muzyki klasycznej, blues-rocka, popu i rocka progresywnego. Deep Purple został odnotowany w księdze Rekordów Guinnessa, jako „Najgłośniejszy zespół świata”. Jak do tej pory, nakład ze sprzedaży wydawnictw muzycznych formacji sięgnął liczby 100 milionów płyt na całym świecie.
W trakcie swojej działalności zespół przeszedł wiele zmian personalnych, zaś w latach 1976–1984 był rozwiązany. Największy sukces odniósł drugi skład zespołu, zwany Mark II, w skład którego wchodzili: Ian Gillan, Ritchie Blackmore, Roger Glover, Jon Lord i Ian Paice. W tym składzie funkcjonowali od roku 1969 do 1973, następnie od 1984 do 1989 i ponownie w 1993, kiedy dalsza współpraca Blackmore’a z resztą zespołu wydała się być niemożliwa. Został on zastąpiony przez Steve’a Morse’a. W 2002 organista grupy, Jon Lord, który postanowił poświęcić się muzyce poważnej, został zastąpiony przez Dona Aireya, zaś Steve Morse przez Simona McBride'a w 2022. Jedynym członkiem zespołu występującym w nim nieprzerwanie od jego założenia jest perkusista Ian Paice.
Deep Purple zajął 22. miejsce w rankingu VH1's Greatest Artists of Hard Rock. W 2016 zespół został wprowadzony do Rock and Roll Hall of Fame.

## Przegląd

### Początki (1967–1969)

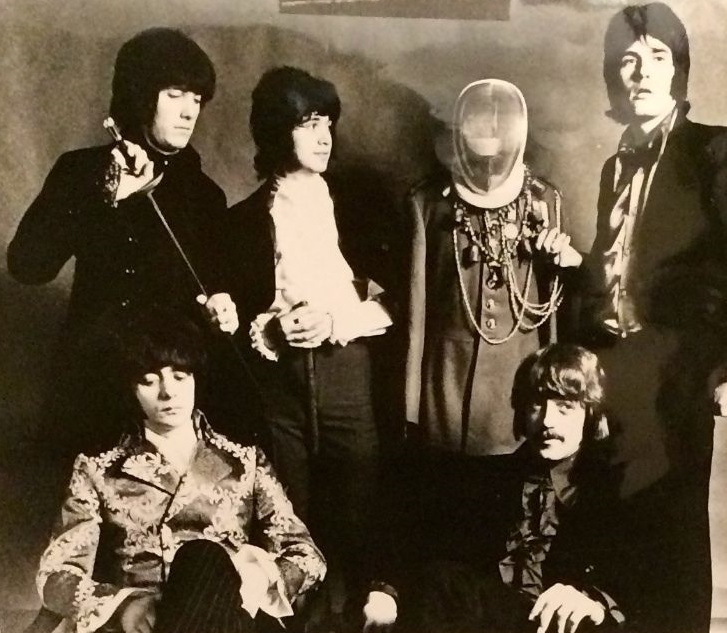
Od lewej stoją: Nick Simper, Ian Paice, Rod Evans; od lewej siedzą: Ritchie Blackmore, Jon Lord.(1968)

Powstanie Deep Purple wiąże się z osobą Chrisa Curtisa, członka zespołu The Searchers. Formowanie zespołu rozpoczęło się na jesieni 1967 roku, wtedy to Curtis zaczął wysyłać telegramy do znajdującego się w Hamburgu Ritchiego Blackmore’a. Mniej więcej rok wcześniej na jednym ze spotkań towarzyskich Curtis poznał Tony’ego Edwardsa, początkującego biznesmana branży muzycznej. W 1967 odświeżył znajomość z Edwardsem, przedstawiając mu propozycję menedżera powstającej właśnie grupy o nazwie Roundabout. Edwards bardzo przejęty nowym projektem do pomocy dobrał sobie Johna Colettę, szefa agencji reklamowej Castle, Chappel and Partners. Mając już zapewnioną opiekę menedżera Curtis zabrał się za tworzenie składu grupy. Pierwszą osobą wybraną do zespołu został współlokator Curtisa, organista Jon Lord. W międzyczasie dzięki telegramom do Anglii udało się również ściągnąć gitarzystę Ritchiego Blackmore’a. Sam Curtis przewidywał dla siebie rolę wokalisty. W tym składzie opracowali wersje utworów takich jak „Strawberry Fields Forever” The Beatles i „You Keep Me Hanging On” The Supremes. Blackmore dodał też własny utwór instrumentalny „And the Address”. Jednocześnie Chris Curtis zaczął wpadać na coraz dziwniejsze pomysły – chociażby propozycję zatrudnienia w zespole Paula McCartneya, czy granie koncertów na karuzeli – co prawie doprowadziło do zakończenia działalności Roundabout. Skutkiem tych zachowań było usunięcie Curtisa z Roundabout.
W lutym 1968 zatrudniono w roli basisty Nicka Simpera, znajomego Jona Lorda z The Flowerpot Men. Jednocześnie rolę perkusisty dostał zarekomendowany przez Blackmore’a Bobby Woodman. W tym momencie kluczową sprawą stała się kwestia wyboru wokalisty. Jednym z kandydatów był Ian Gillan, który będąc związany z Episode Six, odmówił. Kolejnym kandydatem był Mick Angus, który polecił zespołowi perkusistę Iana Paice’a, będącego jego zdaniem o niebo lepszym od Bobby Woodmana. Oznaczało to też pożegnanie z tym drugim. Ostatecznie wokalistą został Rod Evans, znajomy Angusa. Tak zakończył się proces formowania pierwszego składu – Mark I, wtedy jeszcze Roundabout. Wokalistą był Rod Evans, gitarzystą Ritchie Blackmore, basistą Nick Simper, klawiszowcem Jon Lord, a perkusistą Ian Paice. Nazwa Deep Purple została przyjęta w kwietniu 1968, a inspiracją był standard muzyczny o tej samej nazwie, uwielbiany przez dziadków Ritchie’ego.
Początkowo zespół grał typowego rocka głównego nurtu, inspirowany dokonaniami Vanilla Fudge. W lipcu 1968 roku, wydał swój debiutancki album Shades of Deep Purple, na którym znalazł się m.in. „And the Address” i pierwszy przebój grupy – „Hush”.
Pierwsze dwa albumy, choć nieźle sprzedające się w USA, pozostały niezauważone w Wielkiej Brytanii. Evans i Simper po nagraniu trzeciego albumu, zatytułowanego po prostu Deep Purple, odeszli z grupy. Zastąpili ich wcześniej już wspomniany Gillan jako wokalista i Roger Glover jako basista. Stery w grupie przejmował wtedy Jon Lord, z którego inicjatywy w 1969 zespół spróbował swych sił w repertuarze progresywnym, nagrywając koncert na orkiestrę i grupę rockową. W lipcu 1969 roku zespół rozpoczął trasę koncertową Deep Purple European Tour.

### Zmiana stylu muzycznego, szczyt popularności (1970–1973)

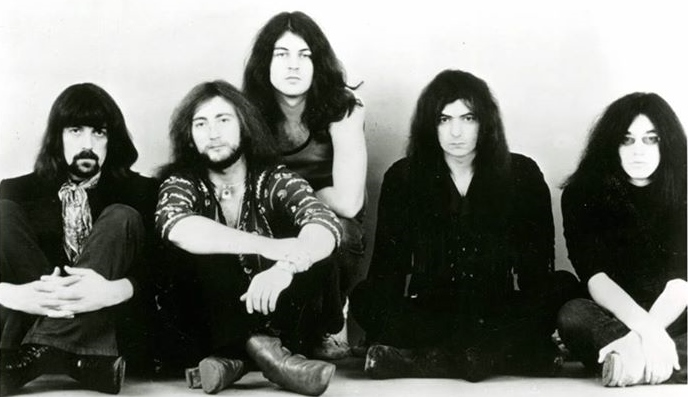
Od lewej: Jon Lord, Roger Glover, Ian Gillan, Ritchie Blackmore, Ian Paice (1971)

Prawdziwa sława grupy rozpoczęła się w roku 1970, kiedy to ostatecznie ukształtowało się jej charakterystyczne brzmienie. Niektórzy krytycy twierdzą, że cały ruch heavymetalowy wywodzi się od płyty Deep Purple in Rock wydanej w tym roku. Była ona oparta na rozbudowanych solówkach gitarowych i organowych, złożonych z melodyjnych riffów, oraz częstych imitacjach, charakterystycznym śpiewie i solidnie grającej sekcji rytmicznej. Deep Purple znalazło złoty środek pomiędzy prostym brzmieniem ówczesnego hard rocka a wybujałym rockiem progresywnym. Z lat 1970–1973 pochodzi większość przebojów grupy. 1971 to czasy wydania krążka pt. Fireball i singla z przebojem Strange Kind of Woman, który znalazł się na amerykańskiej wersji albumu. Fireball uzyskał, jako pierwszy album „Purpli”, szczyt notowań UK Albums Chart. W roku 1972 zespół wydał album Machine Head, który uznawany jest za największe dokonanie grupy. To właśnie z tego albumu pochodzi najbardziej rozpoznawany utwór zespołu – Smoke on the Water. Innymi hitami z płyty są m.in. Highway Star i Space Truckin'. Muzycy praktycznie cały czas spędzali w trasie koncertowej. Tournée obejmujące Amerykę Północną i Japonię stało się przyczynkiem do nagrania koncertowego albumu – Made in Japan. Do dziś płyta ta pozostaje jednym z najbardziej popularnych koncertowych wydawnictw w muzyce rozrywkowej. Na początku następnego roku do sklepów trafiła ich nowa płyta – Who Do We Think We Are, zawierająca przebój Woman from Tokyo. Mordercze tempo pracy przełożyło się na stosunki panujące wewnątrz zespołu.

### Zmiany personalne i rozpad zespołu (1973–1980)

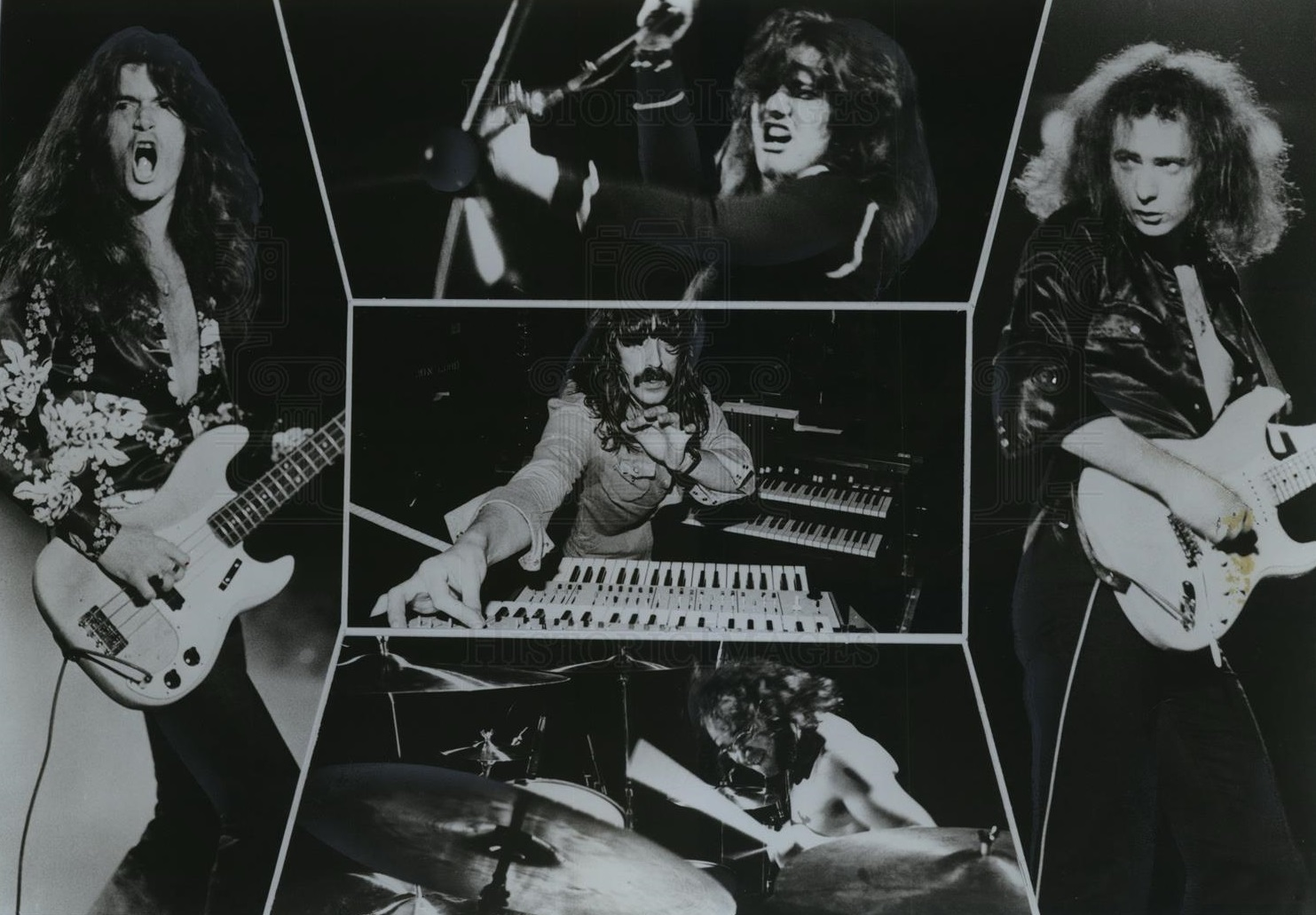
Glenn Hughes (z lewej strony), David Coverdale (u góry), Jon Lord (pośrodku), Ian Paice (u dołu), Richie Blackmore (z prawej) (1975)

Latem 1973 roku Gillan, w wyniku kłótni z Blackmorem, opuścił zespół. To samo uczynił trzymający stronę wokalisty w tym konflikcie Glover. Zespół rozpoczął poszukiwanie nowego wokalisty. Został nim nikomu wówczas nieznany David Coverdale. Miejsce Glovera zajął śpiewający basista Glenn Hughes. W ten sposób narodził się tzw. trzeci skład Deep Purple (Mark 3). W tym zestawieniu zespół wydał w lutym 1974 roku blues-rockowy album Burn. Brzmienie zespołu zyskało nową przestrzeń i zostało wzbogacone duetem wokalnym, a także elementami funku szczególnie słyszalnymi na kolejnym krążku Stormbringer. Stacje radiowe chętnie puszczały utwór tytułowy, The Gypsy i Soldier Of Fortune. Obydwa albumy, podobnie jak poprzednie, odniosły sukces, ale Blackmore nie krył swojego niezadowolenia z tego, że muzyka formacji zmierza w kierunku funky i soul. Wiosną 1975 roku opuścił Deep Purple i wspólnie z wokalistą Ronniem Jamesem Dio założył grupę Blackmore’s Rainbow, która po wydaniu pierwszego albumu skróciła nazwę do Rainbow. Reszta zespołu nie chciała kończyć kariery i do współpracy zaprosiła amerykańskiego gitarzystę Tommy’ego Bolina. W październiku 1975 roku powstał album Come Taste the Band. Zespół postawił na jeszcze bardziej funkowe brzmienie połączone z hard rockiem. Nasilające się uzależnienie gitarzysty od narkotyków i nierówny poziom poszczególnych koncertów spowodowały, że przyszłość formacji ponownie została zagrożona.
Kolejny kryzys nadszedł podczas tournée w marcu 1976 roku. Coverdale odszedł z zespołu po koncercie w Liverpool Empire Theatre. Decyzja o jego odejściu utrzymywana była w tajemnicy do końca trasy. Opinia publiczna została o tym fakcie oficjalnie poinformowana dopiero w lipcu tego samego roku. Pół roku później, na skutek przedawkowania narkotyków zmarł Bolin. Zespół rozpadł się w 1976. Muzycy grupy współpracowali z innymi zespołami, jak Rainbow, Whitesnake, Black Sabbath i Gillan. W 1980 roku, bez porozumienia z resztą członków zespołu, Rod Evans reaktywował Deep Purple (nazywany m.in. przez fanów Bogus Deep Purple). Sprawa trafiła do sądu – muzyk przegrał i został zobowiązany do zapłacenia grzywny w wysokości ponad 600 tys. dolarów za bezprawne używanie nazwy.

### Reaktywacja i dalsza działalność (1984–2021)

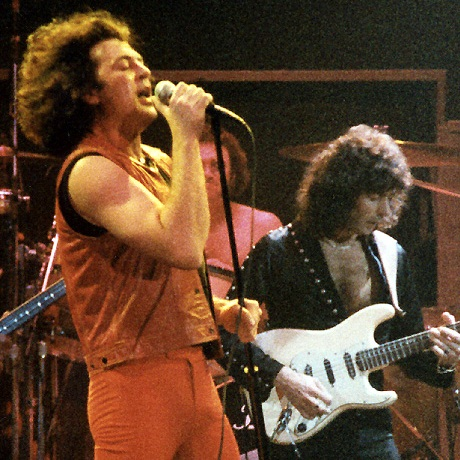
Ian Gillan i Ritchie Blackmore podczas koncertu Deep Purple (1985)

W 1984 formacja została reaktywowana i nagrała dwie płyty studyjne – Perfect Strangers (1984) oraz The House of Blue Light (1987). W 1989 roku doszło do kolejnego rozłamu w zespole – narastający konflikt pomiędzy Gillanem i Blackmorem spowodował opuszczenie grupy przez wokalistę. Jego miejsce zajął Joe Lynn Turner, współpracujący wcześniej z Blackmorem w zespole Rainbow. W 1990 roku skład ten nagrał płytę Slaves & Masters. Album, odbiegający od wcześniejszych płyt Deep Purple, jest przez wielu uważany za jedną z najsłabszych płyt zespołu. Podczas pracy nad kolejnym albumem Joe Lynn Turner został, z inicjatywy Lorda, Glovera i Paice’a, zastąpiony przez Gillana, co było sporym zaskoczeniem – Gillan w wywiadach zapowiadał, że jego przygoda z Deep Purple to już przeszłość.

W tym najbardziej znanym składzie, w 1993 roku została nagrana płyta The Battle Rages On… (Bitwa nadal wrze), której tytuł znakomicie oddawał atmosferę napięcia między gitarzystą a wokalistą zespołu, która panowała już od pierwszego odejścia Iana Gillana z zespołu. Po tej właśnie płycie odszedł lider Ritchie Blackmore, zastąpiony na czas drugiej części trasy koncertowej przez Joe Satrianiego. Mimo dobrze układającej się współpracy Joe nie zdecydował się na dołączenie do Deep Purple na stałe. Stanowisko gitarzysty zespołu, jak się okazało, już na stałe, objął Steve Morse – w 1994 roku został oficjalnie gitarzystą grupy. W 1996 roku grupa nagrała z nim pierwszy album, pt. Purpendicular, na którym znalazł się przebój Sometimes I Feel Like Screaming. W 2002 roku z zespołu odszedł organista Jon Lord, którego zastąpił Don Airey.

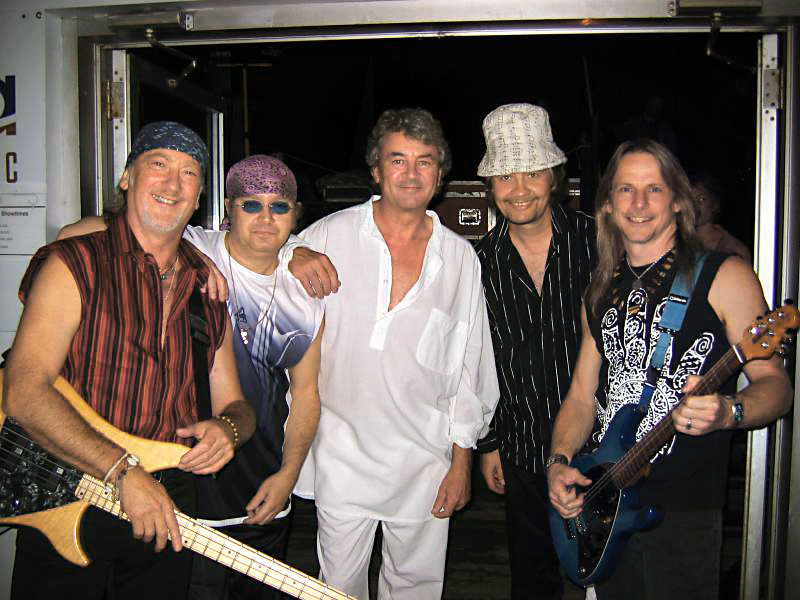
Deep Purple w Quebecu w Kanadzie. Od lewej: Roger Glover, Ian Paice, Ian Gillan, Don Airey, Steve Morse (2004)

W 2016 roku zespół odbył swoją 12 trasę koncertową, zatytułowaną Deep Purple World Tour 2016. W ramach trasy odbyły się 32 koncerty, między innymi w Polsce na Festiwalu Legend Rocka w Dolinie Charlotty. 7 sierpnia 2020 miała miejsce premiera 21. albumu zespołu o nazwie Whoosh!, zaś 26 listopada 2021 płyty Turning to Crime zawierającej covery w wykonaniu Deep Purple.

### Czasy najnowsze (od 2022)
W 2022 zespół opuścił Steve Morse. Pod koniec marca był zmuszony tymczasowo zrezygnować z koncertowania z powodu problemów zdrowotnych żony, u której zdiagnozowano raka. Zespół zorganizował zastępstwo w postaci Simona McBride, który już wcześniej współpracował z Ianem Gillanem oraz Donem Aireyem. 23 lipca 2022 Steve Morse wydał oświadczenie o swoim odejściu z zespołu. Simon McBride został nowym pełnoprawnym gitarzystą grupy. W 2024 zespół wydał pierwszy album z nowym gitarzystą, pt. =1.

## Muzycy

### Obecny skład zespołu
- Ian Gillan – wokal prowadzący, harmonijka ustna, instrumenty perkusyjne (1969[24] [25]–1973[24] , 1984[24] [26]–1989[24] [26], od 1992[24] [27])
- Roger Glover – gitara basowa (1969[24] [28]–1973[24] , od 1984[24] )
- Ian Paice – perkusja, instrumenty perkusyjne (od 1968[24] )
- Don Airey – instrumenty klawiszowe (od 2002[24] [29])
- Simon McBride  – gitara elektryczna (od 2022[23])

## Dyskografia

### Albumy studyjne
| Shades of Deep Purple       | - Data: lipiec 1968 - Wydawca: Tetragrammaton          | 24  | –  | –  | –  | –  | –  | –  | –  |                                                                  |
| The Book of Taliesyn        | - Data: 11 grudnia 1968 - Wydawca: Tetragrammaton      | 54  | –  | –  | –  | –  | –  | –  | –  |                                                                  |
| Deep Purple                 | - Data: 21 czerwca 1969 - Wydawca: Tetragrammaton      | 162 | –  | –  | –  | –  | –  | –  | –  | - GER: złota płyta                                               |
| Deep Purple in Rock         | - Data: 3 czerwca 1970 - Wydawca: Harvest Records      | 143 | 4  | 1  | –  | –  | –  | –  | –  | - UK: złota płyta - USA: złota płyta                             |
| Fireball                    | - Data: 15 września 1971 - Wydawca: Harvest Records    | 32  | 1  | 1  | –  | –  | 3  | –  | 42 | - USA: złota płyta                                               |
| Machine Head                | - Data: 1 marca 1972 - Wydawca: Purple Records         | 7   | 1  | 1  | 4  | –  | 2  | –  | –  | - USA: 2x platynowa płyta - UK: złota płyta - FRA: złota płyta   |
| Who Do We Think We Are      | - Data: 26 stycznia 1973 - Wydawca: Purple Records     | 15  | 4  | 3  | 2  | –  | 5  | –  | –  | - USA: złota płyta                                               |
| Burn                        | - Data: 15 lutego 1974 - Wydawca: Purple Records       | 9   | 3  | 1  | 1  | –  | 7  | –  | –  | - UK: złota płyta - USA: złota płyta                             |
| Stormbringer                | - Data: 6 grudnia 1974 - Wydawca: Purple Records       | 20  | 6  | 10 | 4  | –  | –  | –  | –  | - UK: złota płyta - USA: złota płyta                             |
| Come Taste the Band         | - Data: 10 października 1975 - Wydawca: Purple Records | 43  | 19 | 29 | –  | –  | 12 | 16 | –  | - UK: srebrna płyta                                              |
| Perfect Strangers           | - Data: 12 listopada 1984 - Wydawca: Polydor           | 17  | 5  | 2  | 5  | 1  | 16 | 3  | –  | - USA: platynowa płyta - CAN: platynowa płyta - GER: złota płyta |
| The House of Blue Light     | - Data: 12 stycznia 1987 - Wydawca: Polydor            | 34  | 10 | 1  | 11 | 3  | 11 | 1  | –  | - CAN: złota płyta                                               |
| Slaves & Masters            | - Data: 23 października 1990 - Wydawca: BMG            | 87  | 45 | 23 | 28 | 5  | 72 | 12 | –  | - CHE: złota płyta                                               |
| The Battle Rages On...      | - Data: 2 lipca 1993 - Wydawca: BMG                    | 192 | 21 | 14 | 9  | 7  | 39 | 8  | –  |                                                                  |
| Purpendicular               | - Data: 17 lutego 1996 - Wydawca: Phantom Records      | –   | 58 | 20 | 16 | 16 | 87 | 3  | –  |                                                                  |
| Abandon                     | - Data: 2 czerwca 1998 - Wydawca: CMC International    | –   | 76 | 16 | 25 | 46 | –  | 32 | –  |                                                                  |
| Bananas                     | - Data: 9 września 2003 - Wydawca: Sanctuary           | –   | 85 | 3  | 12 | 13 | –  | 18 | 24 | - ROS: złota płyta                                               |
| Rapture of the Deep         | - Data: 1 listopada 2005 - Wydawca: Edeltone           | –   | 81 | 10 | 20 | 16 | –  | 22 | 40 |                                                                  |
| Now What?!                  | - Data: 30 kwietnia 2013 - Wydawca: Edel/earMUSIC      | 110 | 18 | 1  | 1  | 2  | 12 | 7  | 5  | - GER: złota płyta                                               |
| Infinite                    | - Data: 7 kwietnia 2017 - Wydawca: earMUSIC            | 105 | 6  | 1  | 4  | 1  | 6  | 5  | 2  | - POL: złota płyta                                               |
| Whoosh!                     | - Data: 7 sierpnia 2020 - Wydawca: earMUSIC            |     |    |    |    |    |    |    |    |                                                                  |
| Turning to Crime            | - Data: 26 listopada 2021 - Wydawca: earMUSIC          |     |    |    |    |    |    |    |    |                                                                  |
| =1                          | - Data: 19 lipca 2024 - Wydawca: earMUSIC              |     |    |    |    |    |    |    |    |                                                                  |
| „–” album nie był notowany. |                                                        |     |    |    |    |    |    |    |    |                                                                  |

### Albumy koncertowe
| Concerto for Group and Orchestra                          | - Data: 10 grudnia 1969 - Wydawca: Harvest Records         | 149 | 26  | –  | –  | –  | –  |                                               |
| Made in Japan                                             | - Data: 4 grudnia 1972 - Wydawca: Purple Records           | 6   | 16  | 1  | 1  | 36 | 4  | - USA: platynowa płyta - AUT: platynowa płyta |
| Made in Europe                                            | - Data: 11 października 1976 - Wydawca: EMI                | 148 | –   | –  | –  | –  | –  |                                               |
| Last Concert in Japan                                     | - Data: 16 marca 1977 - Wydawca: Purple Records            | –   | –   | –  | –  | –  | –  |                                               |
| Deep Purple in Concert                                    | - Data: grudzień 1980 - Wydawca: Harvest Records           | –   | –   | –  | –  | –  | –  |                                               |
| Live in London                                            | - Data: 1982 - Wydawca: Harvest Records                    | –   | –   | –  | 74 | –  | –  |                                               |
| Scandinavian Nights                                       | - Data: 17 października 1988 - Wydawca: Purple Records     | –   | –   | –  | –  | –  | –  |                                               |
| Nobody’s Perfect                                          | - Data: czerwiec 1988 - Wydawca: Polydor                   | 105 | 38  | –  | –  | –  | 44 |                                               |
| In the Absence of Pink                                    | - Data: 15 lipca 1991 - Wydawca: Connoisseur Collection    | –   | –   | –  | –  | –  | –  |                                               |
| Come Hell or High Water                                   | - Data: 1994 - Wydawca: BMG                                | –   | –   | –  | –  | –  | –  |                                               |
| King Biscuit Flower Hour Presents: Deep Purple in Concert | - Data: 27 lutego 1996 - Wydawca: King Biscuit Flower Hour | –   | –   | –  | –  | –  | –  |                                               |
| Mk III: The Final Concerts                                | - Data: 1996 - Wydawca: Connoisseur Collection             | –   | –   | –  | –  | –  | –  |                                               |
| Just Might Take Your Life                                 | - Data: 1996 - Wydawca: Purple Records                     | –   | –   | –  | –  | –  | –  |                                               |
| Live at the Olympia ’96                                   | - Data: 9 czerwca 1997 - Wydawca: Thames Records           | 92  | 183 | –  | –  | –  | –  |                                               |
| Gemini Suite Live                                         | - Data: 5 maja 1998 - Wydawca: Purple Records              | –   | –   | –  | –  | –  | –  |                                               |
| Total Abandon: Live in Australia                          | - Data: 12 października 1999 - Wydawca: EMI                | –   | –   | –  | –  | –  | –  |                                               |
| Live at the Royal Albert Hall                             | - Data: 8 lutego 2000 - Wydawca: Spitfire Records          | –   | 101 | –  | –  | –  | –  |                                               |
| This Time Around: Live in Tokyo                           | - Data: 11 września 2001 - Wydawca: Purple Records         | –   | –   | –  | –  | –  | –  |                                               |
| Live at the Rotterdam Ahoy                                | - Data: 2001 - Wydawca: Thames Records                     | –   | –   | –  | –  | –  | –  |                                               |
| The Soundboard Series                                     | - Data: 2001 - Wydawca: Thames Records                     | –   | –   | –  | –  | –  | –  |                                               |
| Inglewood                                                 | - Data: 2002 - Wydawca: Purple Records                     | –   | –   | –  | –  | –  | –  |                                               |
| Perks and Tit                                             | - Data: 2004 - Wydawca: Purple Records                     | –   | –   | –  | –  | –  | –  |                                               |
| Space Vol 1 & 2                                           | - Data: 2004 - Wydawca: Purple Records                     | –   | –   | –  | –  | –  | –  |                                               |
| Live in Europe 1993                                       | - Data: 27 marca 2006 - Wydawca: Sony BMG                  | –   | –   | –  | –  | –  | –  |                                               |
| Live Encounters                                           | - Data: 27 września 2004 - Wydawca: Thames Live            | –   | –   | –  | –  | –  | –  |                                               |
| Live in Montreux 69                                       | - Data: 2 maja 2006 - Wydawca: Eagle Records               | –   | –   | –  | –  | –  | –  |                                               |
| NEC 1993                                                  | - Data: 8 stycznia 2007 - Wydawca: Sony BMG                | –   | –   | –  | –  | –  | –  |                                               |
| Live in Denmark 1972                                      | - Data: 1 marca 2007 - Wydawca: Sonic Zoom                 | –   | –   | –  | –  | –  | –  |                                               |
| They All Came Down to Montreux                            | - Data: 12 czerwca 2007 - Wydawca: Eagle Rock              | –   | –   | 64 | –  | –  | –  |                                               |
| Space Truckin Round the World Live                        | - Data: listopad 2009 - Wydawca: Purple Records            | –   | –   | –  | –  | –  | –  |                                               |
| Phoenix Rising                                            | - Data: 24 marca 2011 - Wydawca: Earmusic                  | –   | –   | 22 | 50 | 61 | –  |                                               |
| BBC Sessions 1968–1970                                    | - Data: 7 listopada 2011 - Wydawca: EMI                    | –   | –   | –  | –  | –  | –  |                                               |
| Live at Montreux 2011                                     | - Data: 7 listopada 2011 - Wydawca: Eagle Records          | –   | –   | –  | –  | –  | –  |                                               |
| The Now What?! Live Tapes                                 | - Data: 29 listopada 2013 - Wydawca: Earmusic              | –   | –   | –  | –  | –  | –  |                                               |
| In Concert '72                                            | - Data: czerwiec 2014 - Wydawca: Warner Music              | –   | –   | –  | –  | –  | –  |                                               |
| Graz 1975                                                 | - Data: 23 września 2014 - Wydawca: Earmusic               | –   | –   | 47 | 8  | 99 | 88 |                                               |
| Long Beach 1971                                           | - Data: 2 marca 2015 - Wydawca: Earmusic                   | –   | –   | 68 | –  | –  | 99 |                                               |
| „–” album nie był notowany.                               |                                                            |     |     |    |    |    |    |                                               |

### Albumy wideo
| Rises Over Japan                                  | - Data: 1975 - Wydawca:                                         | – | – | –   | – | –  |                    |
| Scandinavian Nights (Live in Denmark)             | - Data: 1987 - Wydawca: Connoisseur Collection                  | – | – | –   | – | –  |                    |
| Deep Purple – The Videosingles                    | - Data: 1987 - Wydawca: PolyGram                                | – | – | –   | – | –  |                    |
| Bad Attitude                                      | - Data: 1988 - Wydawca: Polydor                                 | – | – | –   | – | –  |                    |
| Doing Their Thing...                              | - Data: 1990 - Wydawca: Castle Communications                   | – | – | –   | – | –  |                    |
| Come Hell or High Water                           | - Data: 1994 - Wydawca: BMG                                     | – | 1 | –   | – | –  |                    |
| Total Abandon: Australia ’99                      | - Data: 12 października 1999 - Wydawca: EMI                     | – | – | –   | – | –  |                    |
| Live at the Royal Albert Hall                     | - Data: 8 lutego 2000 - Wydawca: Spitfire                       | 1 | – | –   | – | –  |                    |
| Around the World 1995–1999                        | - Data: 2000 - Wydawca: Thames Talent                           | – | – | –   | – | –  |                    |
| In Concert with the London Symphony Orchestra     | - Data: 25 lipca 2000 - Wydawca: Eagle Vision                   | – | – | –   | – | –  |                    |
| Bombay Calling                                    | - Data: 3 października 2000 - Wydawca: Music Video Distributors | – | – | –   | – | –  |                    |
| New, Live & Rare – The Video Collection 1984–2000 | - Data: 2001 - Wydawca: Thames Records                          | – | – | –   | – | –  |                    |
| Perihelion                                        | - Data: 13 sierpnia 2002 - Wydawca: Thames Records              | 3 | – | –   | – | –  |                    |
| Special Edition EP                                | - Data: 2002 - Wydawca: Classic Pictures Entertainment          | – | – | –   | – | –  |                    |
| Concerto for Group and Orchestra                  | - Data: 6 maja 2003 - Wydawca: Eagle Vision                     | – | – | –   | – | –  |                    |
| Masters From The Vaults                           | - Data: 24 listopada 2003 - Wydawca: Intense Media              | – | 6 | –   | – | –  |                    |
| Live Encounters                                   | - Data: 27 września 2004 - Wydawca: Thames Live                 | – | – | –   | – | –  |                    |
| Live in Concert 72/73                             | - Data: 25 lipca 2005 - Wydawca: EMI                            | 1 | 6 | 73  | – | –  | - USA: złota płyta |
| Live at Montreux 1996                             | - Data: 2 maja 2006 - Wydawca: Eagle Vision                     | – | – | –   | – | –  | - CAN: złota płyta |
| History, Hits & Highlights 68 – 76                | - Data: 2 czerwca 2009 - Wydawca: Eagle Vision                  | 5 | 5 | –   | – | –  |                    |
| Phoenix Rising                                    | - Data: 24 marca 2011 - Wydawca: Earmusic                       | 2 | 2 | 133 | – | –  |                    |
| Live in California 74                             | - Data: 21 listopada 2005 - Wydawca: EMI                        | 6 | 4 | 76  | – | –  |                    |
| They All Came Down to Montreux                    | - Data: 11 czerwca 2007 - Wydawca: Eagle Vision                 | – | – | –   | – | –  |                    |
| Stormbringers – The Inside Story                  | - Data: 5 lutego 2008 - Wydawca: Classic Rock Legends           | – | – | –   | – | –  |                    |
| Around the World Live                             | - Data: 19 maja 2008 - Wydawca: Eagle Vision                    | – | – | –   | 7 | –  |                    |
| Live at Montreux 2011                             | - Data: 7 listopada 2011 - Wydawca: Eagle Vision                | 6 | 6 | –   | 7 | –  |                    |
| Perfect Strangers – Live                          | - Data: 14 października 2013 - Wydawca: Eagle Vision            | 5 | 2 | 26  | – | 20 |                    |
| Live in Verona                                    | - Data: 20 października 2014 - Wydawca: Ward Records            | – | 1 | 134 | 3 | 12 |                    |
| Made in Japan                                     | - Data: 15 października 2014 - Wydawca: Universal Music         | 3 | – | 57  | – | –  |                    |
| From the Setting Sun…In Wacken                    | - Data: 28 sierpnia 2015 - Wydawca: Earmusic                    | 2 | – | 106 | 1 | 16 |                    |
| ...To the Rising Sun (In Tokyo)                   | - Data: 18 września 2015 - Wydawca: Earmusic                    | 1 | 3 | 221 | 5 | 8  |                    |
| „–” album nie był notowany.                       |                                                                 |   |   |     |   |    |                    |

### Kompilacje
| Purple Passages                                                 | - Data: listopad 1972 - Wydawca: Warner Bros.          | 57  | –  | –  | –  | –  | –  | –  |                                                             |
| Mark I & II                                                     | - Data: grudzień 1973 - Wydawca: Purple Records        | –   | –  | –  | –  | –  | –  | –  |                                                             |
| 24 Carat Purple                                                 | - Data: maj 1975 - Wydawca: Purple Records             | –   | 14 | 34 | 6  | –  | 4  | –  | - UK: srebrna płyta                                         |
| Powerhouse                                                      | - Data: Listopad 1977 - Wydawca: EMI                   | –   | –  | –  | –  | –  | –  | –  |                                                             |
| When We Rock, We Rock, and When We Roll, We Roll                | - Data: październik 1978 - Wydawca: EMI                | –   | –  | –  | –  | –  | –  | –  |                                                             |
| The Deep Purple Singles A’s and B’s                             | - Data: lipiec 1978 - Wydawca: Harvest Records         | –   | –  | –  | –  | –  | –  | –  |                                                             |
| The Mark II Purple Singles                                      | - Data: kwiecień 1979 - Wydawca: EMI                   | –   | 24 | –  | –  | –  | –  | –  |                                                             |
| Deepest Purple: The Very Best of Deep Purple                    | - Data: lipiec 1980 - Wydawca: Harvest Records         | 148 | 1  | –  | –  | –  | –  | –  | - USA: platynowa płyta - UK: złota płyta - AUT: złota płyta |
| The Anthology                                                   | - Data: luty 1985 - Wydawca: Harvest Records           | –   | 50 | –  | –  | –  | 86 | –  |                                                             |
| Knocking at Your Back Door: The Best of Deep Purple in the 80’s | - Data: 1992 - Wydawca: Polydor Records                | –   | –  | –  | –  | –  | –  | –  |                                                             |
| 30: Very Best of Deep Purple                                    | - Data: 3 listopada 1998 - Wydawca: EMI                | –   | 39 | –  | –  | –  | –  | 18 | - UK: złota płyta                                           |
| Smoke on the Water                                              | - Data: 17 grudnia 1998 - Wydawca: PGD Special Markets | –   | –  | –  | –  | –  | –  | –  |                                                             |
| Shades 1968–1998                                                | - Data: 16 marca 1999 - Wydawca: Rhino Records         | –   | –  | –  | –  | –  | –  | –  |                                                             |
| The Very Best of Deep Purple                                    | - Data: 9 maja 2000 - Wydawca: Rhino Records           | –   | –  | –  | –  | –  | –  | –  | - UK: złota płyta                                           |
| The 1975 California Rehearsals, volume 1 & 2                    | - Data: 14 marca 2000 - Wydawca: Purple Records        | –   | –  | –  | –  | –  | –  | –  |                                                             |
| Listen, Learn, Read On                                          | - Data: 2002 - Wydawca: EMI                            | –   | –  | –  | –  | –  | –  | –  |                                                             |
| Winning Combinations: Deep Purple and Rainbow                   | - Data: 17 czerwca 2003 - Wydawca: Universal           | –   | –  | –  | –  | –  | –  | –  |                                                             |
| The Best of Deep Purple: Live in Europe                         | - Data: 20 maja 2003 - Wydawca: Twin Pack Music        | –   | –  | –  | –  | –  | –  | –  |                                                             |
| The Platinum Collection                                         | - Data: 21 marca 2005 - Wydawca: EMI                   | –   | 39 | –  | 63 | 89 | –  | –  |                                                             |
| Deep Purple and Friends: Child in Time                          | - Data: 21 listopada 2007 - Wydawca: Weton-Wesgram     | –   | –  | –  | –  | –  | –  | –  |                                                             |
| Space Truckin’ Round the World: Live 1968–76                    | - Data: luty 2010 - Wydawca: Purple Records            | –   | –  | –  | –  | –  | –  | –  |                                                             |
| Singles & E.P. Anthology ’68 – ’80                              | - Data: 9 kwietnia 2010 - Wydawca: EMI                 | –   | –  | –  | –  | –  | –  | –  |                                                             |
| „–” album nie był notowany.                                     |                                                        |     |    |    |    |    |    |    |                                                             |

### Single
| „Hush”                                                 | 1968 | –  |
| „Help” (cover The Beatles)                             | 1968 | –  |
| „Mandrake Root”                                        | 1968 | –  |
| „Prelude: Happiness” / „I’m So Glad”                   | 1968 | –  |
| „Love Help Me”                                         | 1968 | –  |
| „Kentucky Woman”                                       | 1968 | –  |
| „Wring that neck”                                      | 1968 | –  |
| „River Deep – Mountain High” (cover Ike & Tina Turner) | 1969 | –  |
| „Black Night”                                          | 1970 | 2  |
| „Strange Kind of Woman”                                | 1971 | 8  |
| „Fireball”                                             | 1971 | 15 |
| „Never Before”                                         | 1972 | 35 |
| „Smoke on the Water”                                   | 1973 | 21 |
| „Woman From Tokyo”                                     | 1973 | –  |
| „Might Just Take Your Life”                            | 1974 | –  |
| „New Live and Rare” Volume 1                           | 1977 | 31 |
| „New Live and Rare” Volume 2                           | 1978 | –  |
| „New Live and Rare” EP Volume 3                        | 1980 | 48 |
| „Knocking at Your Back Door”                           | 1985 | –  |
| „Perfect Strangers”                                    | 1985 | –  |
| „Knocking at Your Back Door” / „Perfect Strangers”     | 1985 | –  |
| „King Of Dreams”                                       | 1990 | 70 |
| „Love Conquers All”                                    | 1991 | 57 |
| „Vavoom: Ted the Mechanic”                             | 1996 | –  |
| „Any Fule Kno That”                                    | 1998 | –  |
| „Haunted”                                              | 2003 | –  |
| „House of Pain” / „Contact Lost”                       | 2003 | –  |
| „Hell to Pay” / „All the Time in the World”            | 2013 | –  |
| „Vincent Price” / „First Sign of Madness”              | 2013 | –  |
| „Out of Hand”                                          | 2015 | –  |
| „Time For Bedlam”                                      | 2017 | –  |
| „All I Got Is You”                                     | 2017 | –  |
| „Johnny’s Band”                                        | 2017 | –  |
| „Throw My Bones”                                       | 2020 | –  |
| „Man Alive”                                            | 2020 | –  |
| „Nothing At All”                                       | 2020 | –  |
| „Oh Well"                                              | 2022 | –  |
| „7 And 7 Is''                                          | 2022 | –  |
| „Rockin’ Pneumonia And The Boogie Woogie Flu''         | 2022 | –  |
| „Portable Door''                                       | 2024 | –  |
| „Pictures of You''                                     | 2024 | –  |
| „Lazy Sod''                                            | 2024 | –  |
| „–” singel nie był notowany.                           |      |    |

## Nagrody i wyróżnienia
| Rok  | Kategoria            | Tytułem     | Nagroda                     | Nota | Źródło  |
| ---- | -------------------- | ----------- | --------------------------- | ---- | ------- |
| 2014 | Hall of Fame         | Deep Purple | Kerrang! Awards             | Laur | [ 106 ] |
| 2014 | Comeback of the Year | Deep Purple | Revolver Golden Gods Awards | Laur | [ 107 ] |